# Équipe des îles Mariannes du Nord de football
Cet article traite de l'équipe masculine. Pour l'équipe féminine, voir Équipe des Îles Mariannes du Nord féminine de football.
Maillots
L'équipe des Îles Mariannes du Nord de football est une sélection des meilleurs joueurs des Îles Mariannes du Nord sous l'égide de la Fédération des Îles Mariannes du Nord de football.
La fédération est membre de la Fédération de football d'Asie de l'Est (EAFF). La première apparition de l'équipe sur la scène internationale a lieu en juillet 2006 à Pékin, lors d'un tournoi de jeunes organisé par l'EAFF, où l'équipe des Mariannes du Nord est invitée.
Jusqu'en 2009, l'équipe première ne dispute des matchs que contre leurs voisins de Guam, notamment à l'occasion du tour préliminaire de la Coupe d'Asie de l'Est de football 2008 et de la Coupe des Mariannes de football. Le mode de qualification pour l'édition 2010 de la Coupe d'Asie de l'Est est ensuite modifié, ce qui permet aux Îles Mariannes du Nord de disputer des rencontres contre d'autres adversaires, en l'occurrence la Mongolie et Macao.
En juillet 2009, l'AFC permet à la Fédération de football des Îles Mariannes du Nord (NMIFA) de devenir un membre associé de la confédération asiatique, car la NMIFA s'est détachée de l'OFC (Confédération océanienne de football) en juin 2009, autorisant son rattachement à l'AFC. La NMIFA reste un membre provisoire de l'AFC jusqu'au prochain congrès de la confédération, qui devrait ratifier l'entrée de la fédération comme membre permanent. Le 9 décembre 2020, la NMIFA devient un membre permanent de l'AFC.

## Palmarès
- Jeux de la Micronésie de 1998 (tournoi d'exhibition) : Champion
- Coupe de Micronésie de 1999 : Troisième

## Compétitions

### Parcours enCoupe d'Asie
| Année | Position    |      | Année       | Position |             | Année | Position |
| 1956  | Non inscrit | 1984 | Non inscrit | 2011     | Non inscrit |       |          |
| 1960  | Non inscrit | 1988 | Non inscrit | 2015     | Non inscrit |       |          |
| 1964  | Non inscrit | 1992 | Non inscrit | 2019     | Non inscrit |       |          |
| 1968  | Non inscrit | 1996 | Non inscrit | 2023     | Non inscrit |       |          |
| 1972  | Non inscrit | 2000 | Non inscrit | 2027     | Forfait     |       |          |
| 1976  | Non inscrit | 2004 | Non inscrit |          |             |       |          |
| 1980  | Non inscrit | 2007 | Non inscrit |          |             |       |          |

### Parcours enCoupe d'Asie de l'Est
- 2008 : Tour préliminaire
- 2010 : Tour préliminaire
- 2013 : Tour préliminaire
- 2017 : Tour préliminaire

### Parcours enAFC Challenge Cup
- 2014 : Tour préliminaire

## Match par adversaire
| Date             | Lieu                          | Équipe                 | Résultat | Adversaire        |
| ---------------- | ----------------------------- | ---------------------- | -------- | ----------------- |
| 27 juillet 1998  | Koror Palaos                  | Îles Mariannes du Nord | 8-0      | Palaos B          |
| 28 juillet 1998  | Koror Palaos                  | Îles Mariannes du Nord | 8-0      | Yap               |
| 30 juillet 1998  | Koror Palaos                  | Îles Mariannes du Nord | 1-2      | Guam              |
| 31 juillet 1998  | Koror Palaos                  | Îles Mariannes du Nord | 12-1     | Palaos            |
| 27 avril 1998    | Koror Palaos                  | Îles Mariannes du Nord | 11-2     | Pohnpei           |
| 11 mars 1998     | Koror Palaos                  | Îles Mariannes du Nord | 3-0      | Guam              |
| 12 juillet 1999  | Yap Micronésie                | Îles Mariannes du Nord | 0-7      | Micronésie        |
| 15 juillet 1999  | Yap Micronésie                | Îles Mariannes du Nord | ?-?      | Crushers          |
| 25 mars 2007     | Saipan Îles Mariannes du Nord | Îles Mariannes du Nord | 2-3      | Guam              |
| 1 avril 2007     | Hagatna Guam                  | Îles Mariannes du Nord | 0-9      | Guam              |
| 27 avril 2008    | Saipan Îles Mariannes du Nord | Îles Mariannes du Nord | 2-3      | Guam              |
| 11 mars 2009     | Yona Guam                     | Îles Mariannes du Nord | 1-6      | Macao             |
| 13 mars 2009     | Yona Guam                     | Îles Mariannes du Nord | 1-2      | Guam              |
| 15 mars 2009     | Yona Guam                     | Îles Mariannes du Nord | 1-4      | Mongolie          |
| 19 juin 2010     | Saipan Îles Mariannes du Nord | Îles Mariannes du Nord | 1-1      | Guam              |
| 18 juillet 2012  | Yona Guam                     | Îles Mariannes du Nord | 1-3      | Guam              |
| 20 juillet 2012  | Yona Guam                     | Îles Mariannes du Nord | 1-5      | Macao             |
| 24 novembre 2012 | Yona Guam                     | Îles Mariannes du Nord | 0-8      | Guam              |
| 2 mars 2013      | Katmandou Népal               | Îles Mariannes du Nord | 0-6      | Népal             |
| 4 mars 2013      | Katmandou Népal               | Îles Mariannes du Nord | 0-9      | Palestine         |
| 6 mars 2013      | Katmandou Népal               | Îles Mariannes du Nord | 0-4      | Bangladesh        |
| 21 juillet 2014  | Dededo Guam                   | Îles Mariannes du Nord | 0-4      | Mongolie          |
| 23 juillet 2014  | Dededo Guam                   | Îles Mariannes du Nord | 2-1      | Macao             |
| 25 juillet 2014  | Dededo Guam                   | Îles Mariannes du Nord | 0-5      | Guam              |
| 30 juin 2016     | Dededo Guam                   | Îles Mariannes du Nord | 1-8      | Taipei chinois    |
| 2 juillet 2016   | Dededo Guam                   | Îles Mariannes du Nord | 1-3      | Macao             |
| 4 juillet 2016   | Dededo Guam                   | Îles Mariannes du Nord | 0-8      | Mongolie          |
| 18 novembre 2023 | Honiara Îles Salomon          | Îles Mariannes du Nord | 0-10     | Fidji             |
| 24 novembre 2023 | Honiara Îles Salomon          | Îles Mariannes du Nord | 0-5      | Tahiti            |
| 27 novembre 2023 | Honiara Îles Salomon          | Îles Mariannes du Nord | 4-0      | Samoa américaines |
| 30 novembre 2023 | Honiara Îles Salomon          | Îles Mariannes du Nord | 1-4      | Tuvalu            |

## Nations rencontrées
| Adversaire        | Joués | Victoires | Matchs nuls | Défaites | Buts pour | Buts contre |
| ----------------- | ----- | --------- | ----------- | -------- | --------- | ----------- |
| Palaos B          | 1     | 1         | 0           | 0        | 8         | 0           |
| Palaos            | 1     | 1         | 0           | 0        | 12        | 1           |
| Yap               | 1     | 1         | 0           | 0        | 8         | 0           |
| Pohnpei           | 1     | 1         | 0           | 1        | 11        | 2           |
| Crushers          | ?     | ?         | ?           | ?        | ?         | ?           |
| Micronésie        | 1     | 0         | 0           | 1        | 0         | 7           |
| Guam              | 10    | 1         | 1           | 8        | 11        | 36          |
| Mongolie          | 3     | 0         | 0           | 3        | 1         | 16          |
| Macao             | 4     | 1         | 0           | 3        | 5         | 15          |
| Népal             | 1     | 0         | 0           | 1        | 0         | 6           |
| Palestine         | 1     | 0         | 0           | 1        | 0         | 9           |
| Bangladesh        | 1     | 0         | 0           | 1        | 0         | 4           |
| Taipei chinois    | 1     | 0         | 0           | 1        | 0         | 8           |
| Fidji             | 1     | 0         | 0           | 1        | 0         | 10          |
| Tahiti            | 1     | 0         | 0           | 1        | 0         | 5           |
| Samoa américaines | 1     | 1         | 0           | 0        | 4         | 0           |
| Tuvalu            | 1     | 0         | 0           | 0        | 1         | 4           |

### Bilan
| Rang | Équipe                 | Pts | J  | G | N | P  | Bp | Bc  | Diff |
| ---- | ---------------------- | --- | -- | - | - | -- | -- | --- | ---- |
| #    | Îles Mariannes du Nord | 19  | 27 | 6 | 1 | 19 | 57 | 104 | -47  |

### Les meilleurs buteurs
| Rang | Joueur          | Buts | Sél. | Première sélection | Dernière sélection |
| ---- | --------------- | ---- | ---- | ------------------ | ------------------ |
| 1    | Joe Wang Miller | 4    | 14   | 2009               | 20..               |
| 2    | Mark McDonald   | 2    | 2    | 2007               | 2007               |
| 3    | Nicolas Swain   | 2    | 15   | 2008               | 20..               |
| 4    | Peter Loken     | 1    | 9    | 2009               | 20..               |
| 5    | Kirk Schuler    | 3    | 9    | 2010               | 20..               |
| 6    | Michah Griffin  | 1    | 3    | 2016               | 20..               |

## Sélectionneurs
| Sélectionneurs    | Mandat    | Matchs | Victoire | Nul | Défaite | Pourcentage de victoires |
| ----------------- | --------- | ------ | -------- | --- | ------- | ------------------------ |
| Stephan Bossier   | 1998-1999 | 7      | 5        | 0   | 2       | 71,40                    |
| Jeff Korytoski    | 2007      | 2      | 0        | 0   | 2       | 0                        |
| Nicholas Swaim    | 2008      | 1      | 0        | 0   | 1       | 0                        |
| Sugao Kambe       | 2009      | 3      | 0        | 0   | 3       | 0                        |
| Nicholas Swaim    | 2010      | 1      | 0        | 0   | 1       | 0                        |
| Chikashi Suzuki   | 2012      | 3      | 0        | 0   | 3       | 0                        |
| Koo Luam Khen     | 2013      | 3      | 0        | 0   | 3       | 0                        |
| Kiyoshi Sekigushi | 2014      | 6      | 1        | 0   | 5       | 16,7                     |
| Totals            | Totals    | 27     | 6        | 1   | 19      | 22,22                    |